# George Rotheram
George Rotheram (1541-1599) foi membro do Parlamento por Bedfordshire.
Rotheram era filho de Thomas Rotheram e Alice Wellesford ou Wilsford. Ele morava em Someries Castle, Luton.
Rotheram casou-se com Jane Smith, filha de Christopher Smith (MP) de Annables, Hertfordshire. A sua segunda esposa foi Elizabeth Barnes, filha do comerciante de Londres, Richard Barnes.
Em 1597, ele tentou adquirir o título de baronato de Ruthin, mas não conseguiu. Ele tinha uma árvore genealógica desenhada por William Dethick para apoiar a sua afirmação.
Outro ramo da família vivia em Farley Hill, Luton, onde Ana da Dinamarca ficou com Sir John Rotherham em 26 de julho de 1605.